# I Can See Your Voice
I Can See Your Voice (hangeul : 너의 목소리가 보여 ; RR : Neo-eui Moksori-ga Bo-yeo) est une émission de télévision sud-coréenne diffusée sur Mnet depuis le 26 février 2015.

## Présentateurs
- Kim Jong-kook
- Leeteuk (Super Junior)
- Yoo Se-yoon

## Concept
Un concurrent doit découvrir les vraies voix qui se cachent derrière un groupe de six «chanteurs mystères» - certains d'entre eux sont de bons chanteurs et d'autres sont mauvais. Le concurrent doit tenter d'éliminer les mauvais chanteurs du groupe en devinant qui ils sont sans les entendre chanter. Ils obtiennent l'aide d'indices d'un panel de célèbrités au cours de trois tours. L'artiste éliminera un à deux chanteurs à la fin de chaque tour et procédera ensuite à se produire sur la «scène de la vérité». À la fin, le chanteur mystère gagnant se révèle bon ou mauvais au moyen d'un duo avec l'un des artistes invités.